# 愛知県道112号半田停車場線

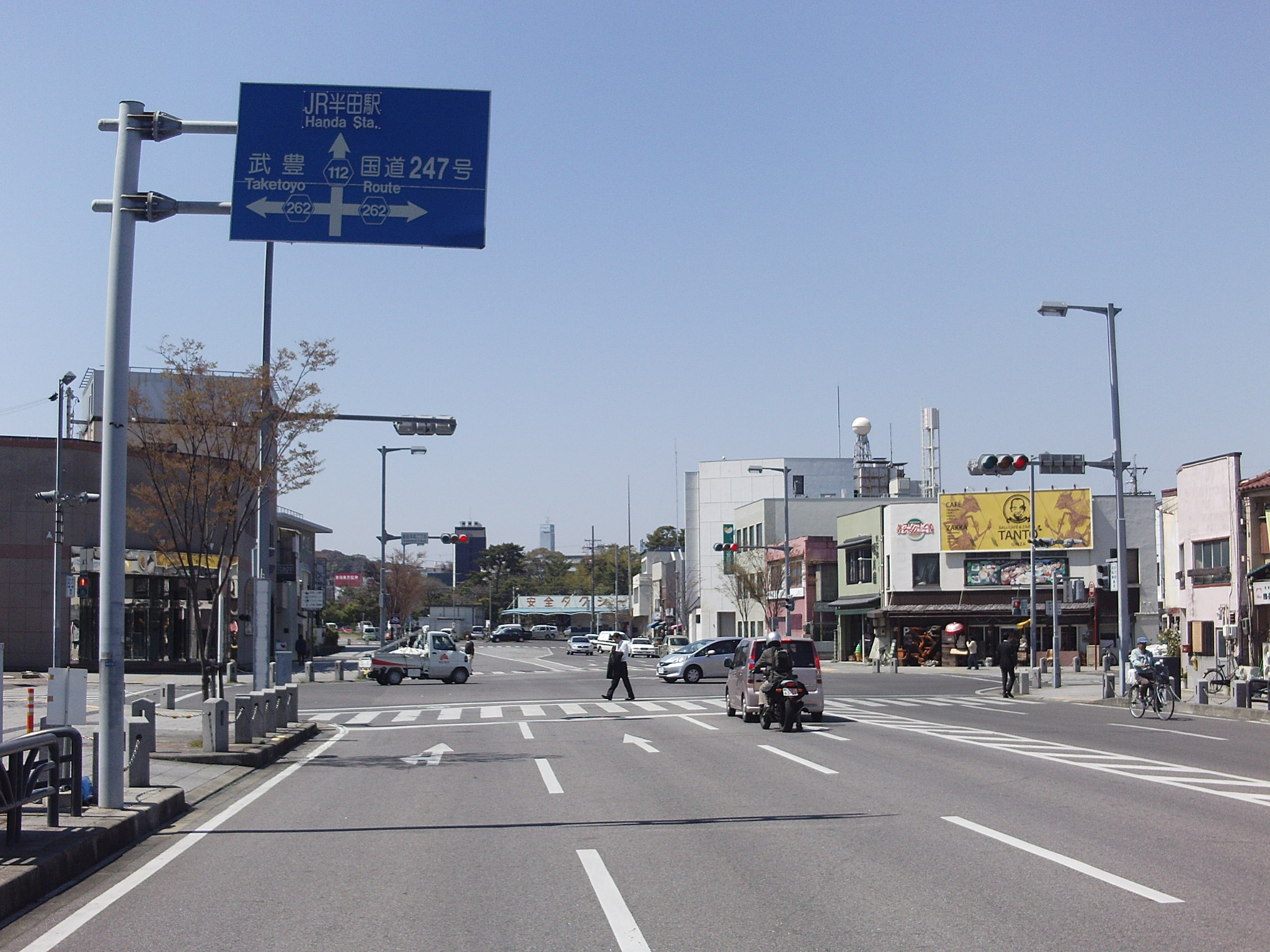
JR武豊線半田駅前（半田市銀座本町）

愛知県道112号半田停車場線（あいちけんどう112ごう はんだていしゃじょうせん）は、愛知県半田市内を通る愛知県道である。きわめて道幅が広いのは太平洋戦争時中、隣接する御幸通にある料理旅館「末廣」が当時陸軍の軍需管理官の詰所及び宿舎だったことによる、戦禍から守るための強制疎開の名残である。

## 概要

### 路線データ
- 起点：愛知県半田市御幸町（半田停車場）
- 終点：愛知県半田市源平町（市役所前交差点）

## 沿革
- 1904年（明治37年）2月：半田停車場道が、それまでの里道から愛知県の仮定県道に編入。
- 1956年（昭和31年）4月14日：認定

## 地理

### 接続する道路
- 愛知県道262号衣浦西港線（銀座本町2交差点）
- 愛知県道265号碧南半田常滑線（市役所前交差点）

### 沿線
- JR武豊線 半田駅
- 半田信用金庫本店
- 雲観寺
- ミツカン本社
- 博物館酢の里
- 半田市役所
- 半田郵便局